# Gourami bleu
Trichopodus trichopterus
Espèce
Synonymes
- Trichogaster trichopterus
- Trichopus sepat Bleeker, 1845
- Osphromenus insulatus
- Osphromenus siamensis Günther, 1861
- Osphronemus trichopterus
- Labrus trichopterus Pallas, 1770

Statut de conservation UICN

 LC  : Préoccupation mineure
Le Gourami bleu (Trichopodus trichopterus) est une espèce de poissons d'eau douce de la famille des Osphronémidés, endémique du sud-est de l'Asie. On le trouve en Birmanie, dans la péninsule malaise, en Thaïlande en particulier dans le fleuve Chao Phraya, le fleuve Mékong et dans les îles de Java, Sumatra et Bornéo. Généralement bleu ciel avec quelques taches sur les flancs, il en existe différentes variantes telles que le "cosby" présentant des marbrures noires et l'"albinos" qui présente une couleur jaune doré. Facilement maintenable en aquarium, il est très répandu dans les commerces aquariophiles.

## Noms communs
- Gourami bleu
- Gourami à trois taches[2]
- Gourami bleu trois points noirs
- Gouramy doré (pour la variante albinos)

### Comportement
Le Gourami bleu est un poisson paisible et très vif en bas âge. Les mâles cohabitent mal entre eux et peuvent parfois pourchasser les femelles.

### Description
Poisson assez long (10 à 15 cm), avec des nageoires dorsales et anales très développées. Il porte deux filaments très longs sur l'abdomen, garnis de cellules olfactives et gustatives. La bouche orientée vers le haut en fait un poisson vivant dans le haut du plan d'eau. La variété "classique" comporte une tache bleu foncé sur le milieu du flanc ainsi que sur le pédoncule caudal. La variété "cosby" n'est pas tachée mais marbrée. Finalement, la variante albinos est jaune doré uni. Dans tous les cas, les nageoires sont tachetées de blanc.

### Alimentation
Omnivore : flocons ou granulés pour poissons d'ornement. De temps en temps, un moustique vivant ou mort ne lui fait pas de mal. Les compléments alimentaires tels que le krill, les artémias etc. sont acceptés et sans danger pour le gourami bleu (et n'importe quel autre gourami).

## Maintenance en aquarium
| Origine         | Sud-est de l'Asie                                                                   | Eau           | Eau douce                                |
| Dureté de l'eau | 5-16 °GH                                                                            | pH            | 6-8                                      |
| Température     | 22-28 °C                                                                            | Volume mini.  | 200 L dans 100 cm de façade              |
| Alimentation    | Omnivore : granulés, flocons et nourriture vivante, vers de vase, artémias ; krills | Taille adulte | 10-15 cm                                 |
| Reproduction    | technique, voir plus bas                                                            | Zone occupée  | pleine eau, milieu et haut de l'aquarium |
| Sociabilité     | paisible, couple ou harem                                                           | Difficulté    | relativement "facile"                    |

## Galerie

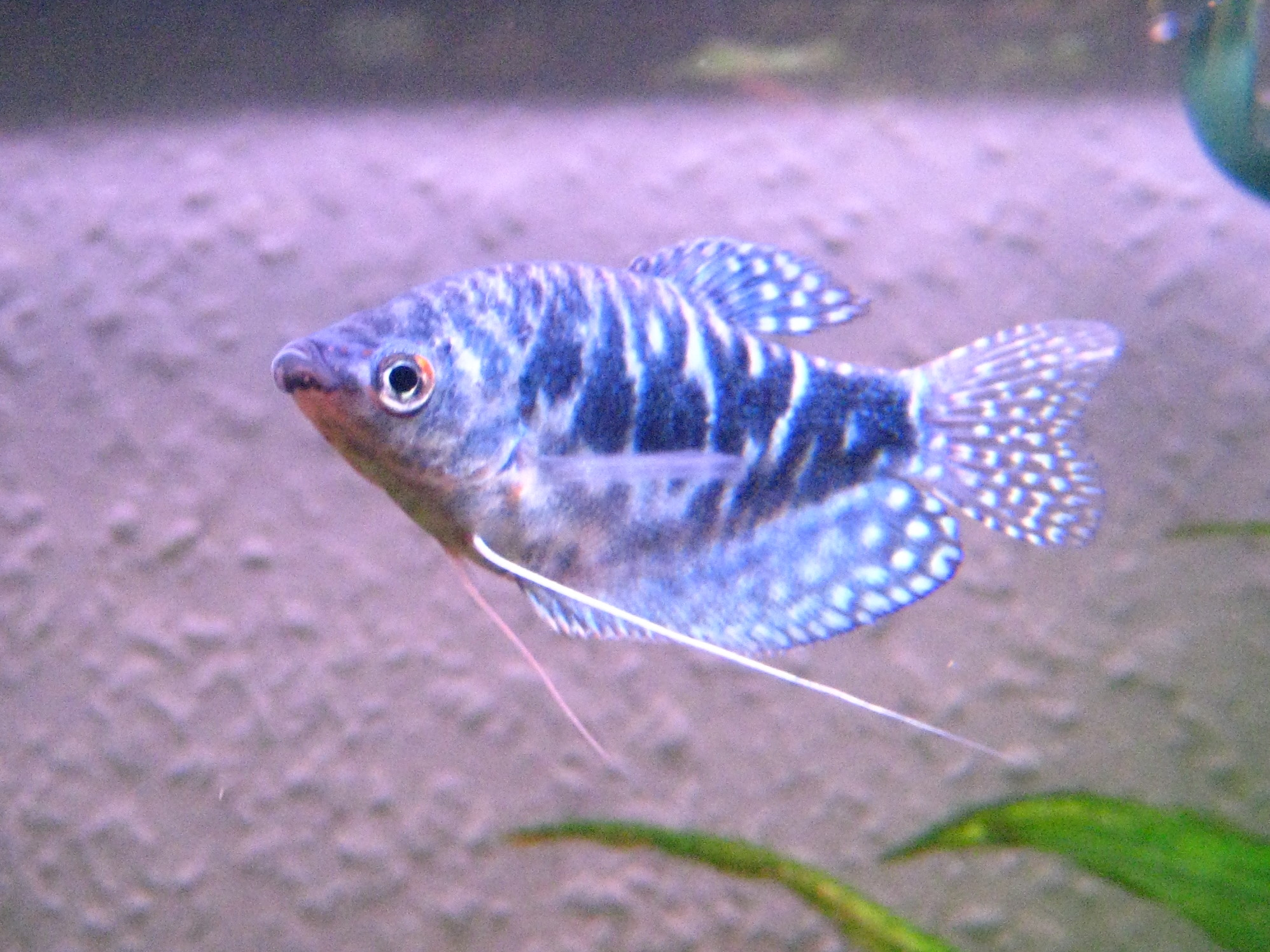
variété d'élevage/sélection bleu/cosby
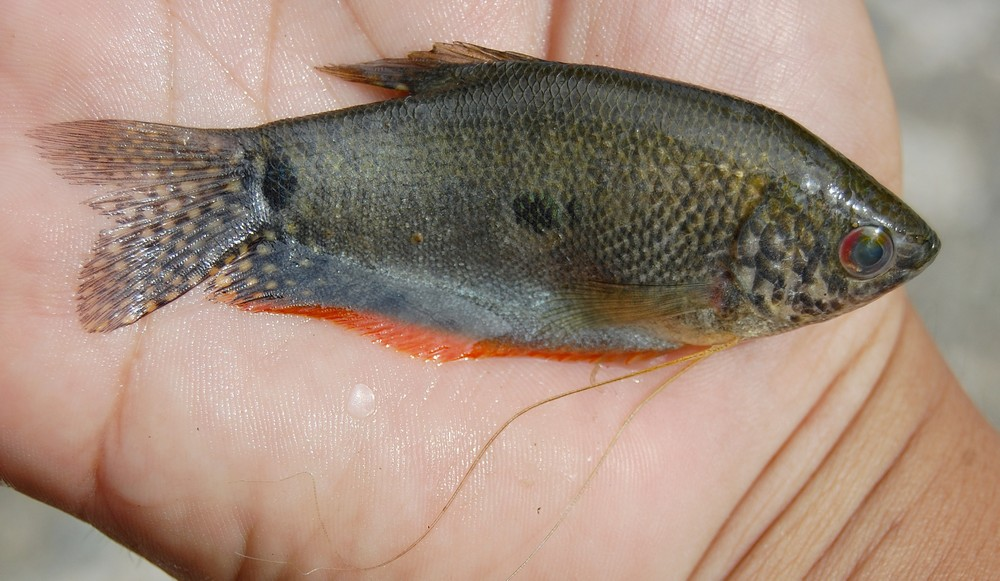
sauvage
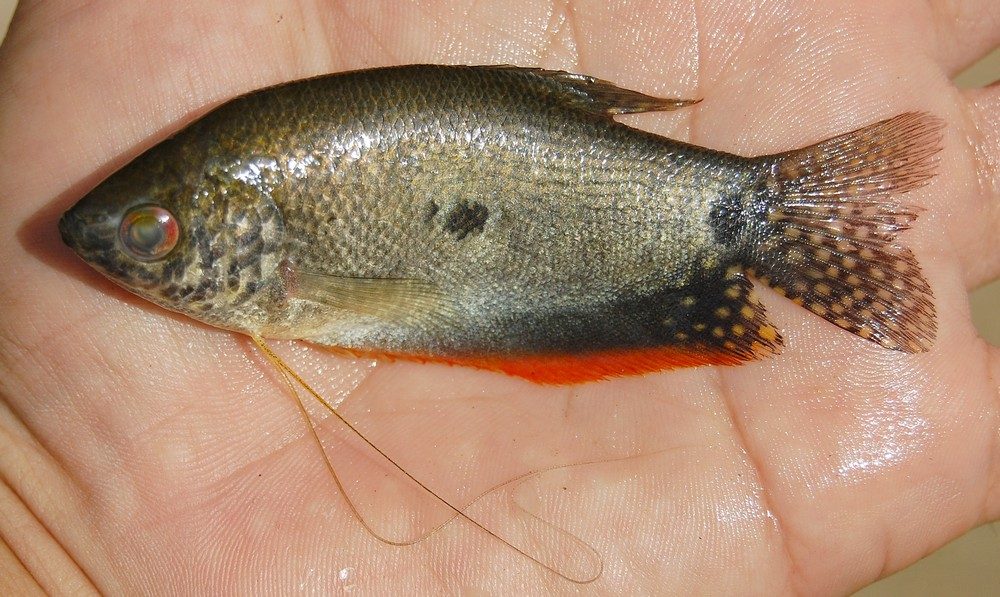
sauvage
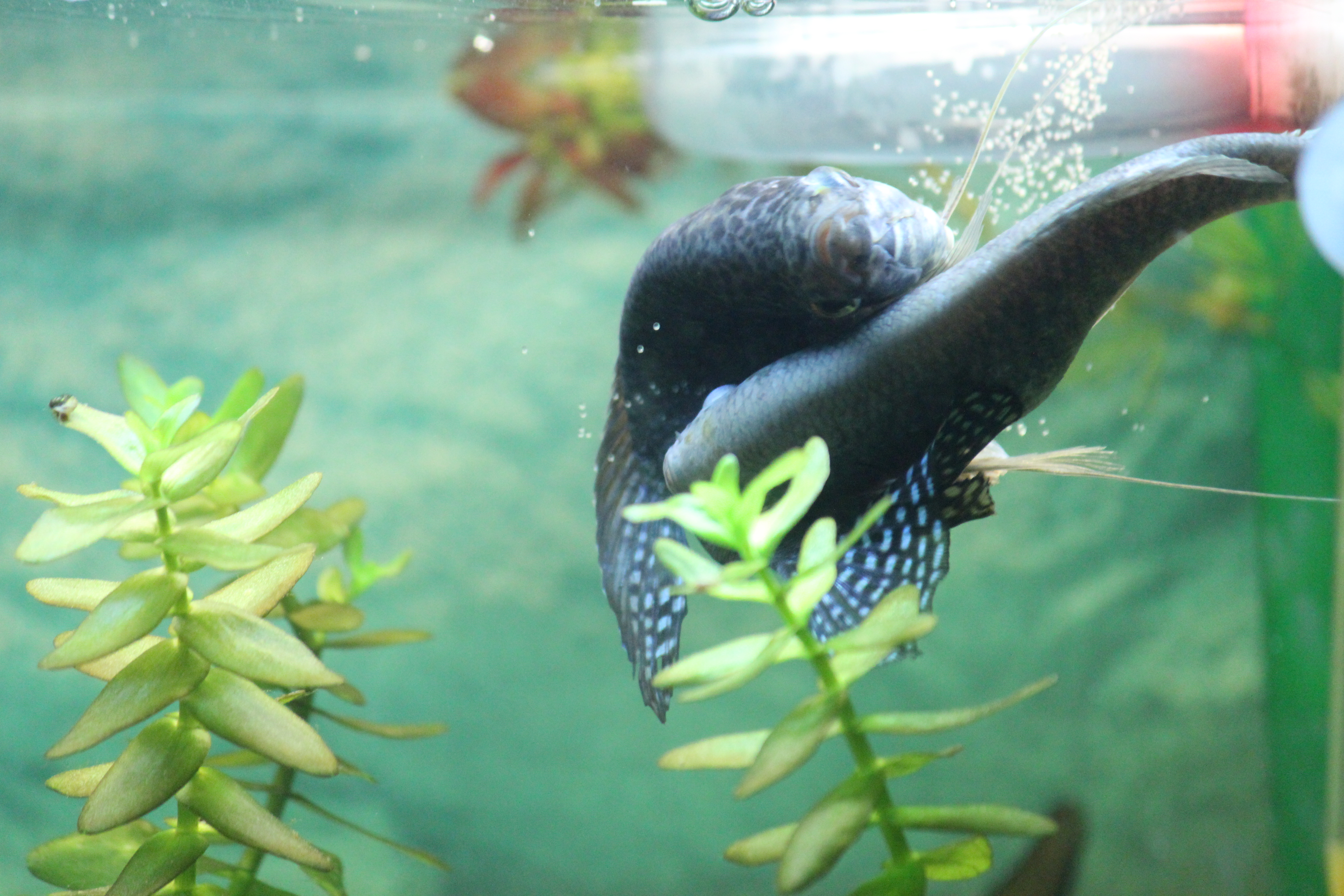
reproduction
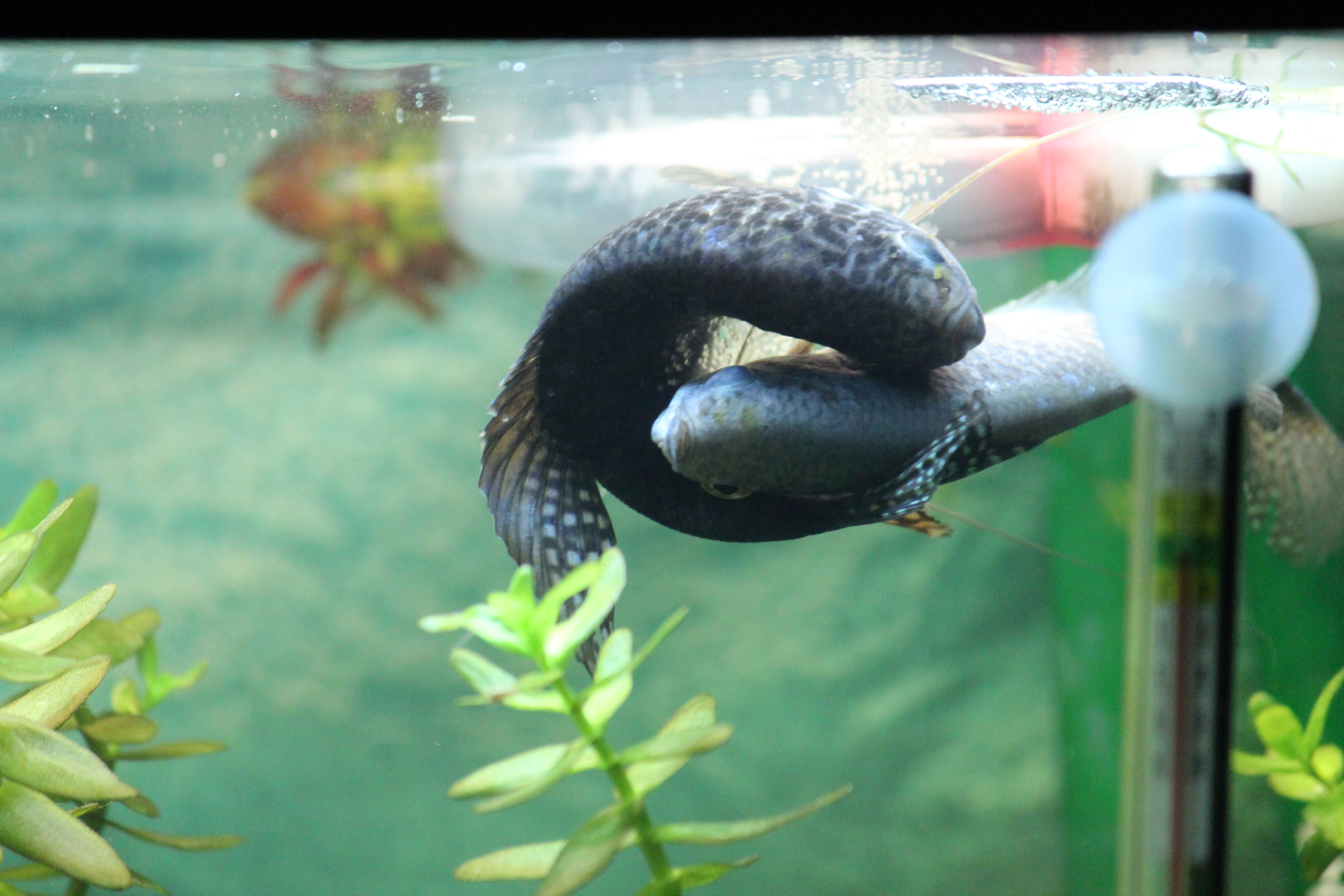
reproduction
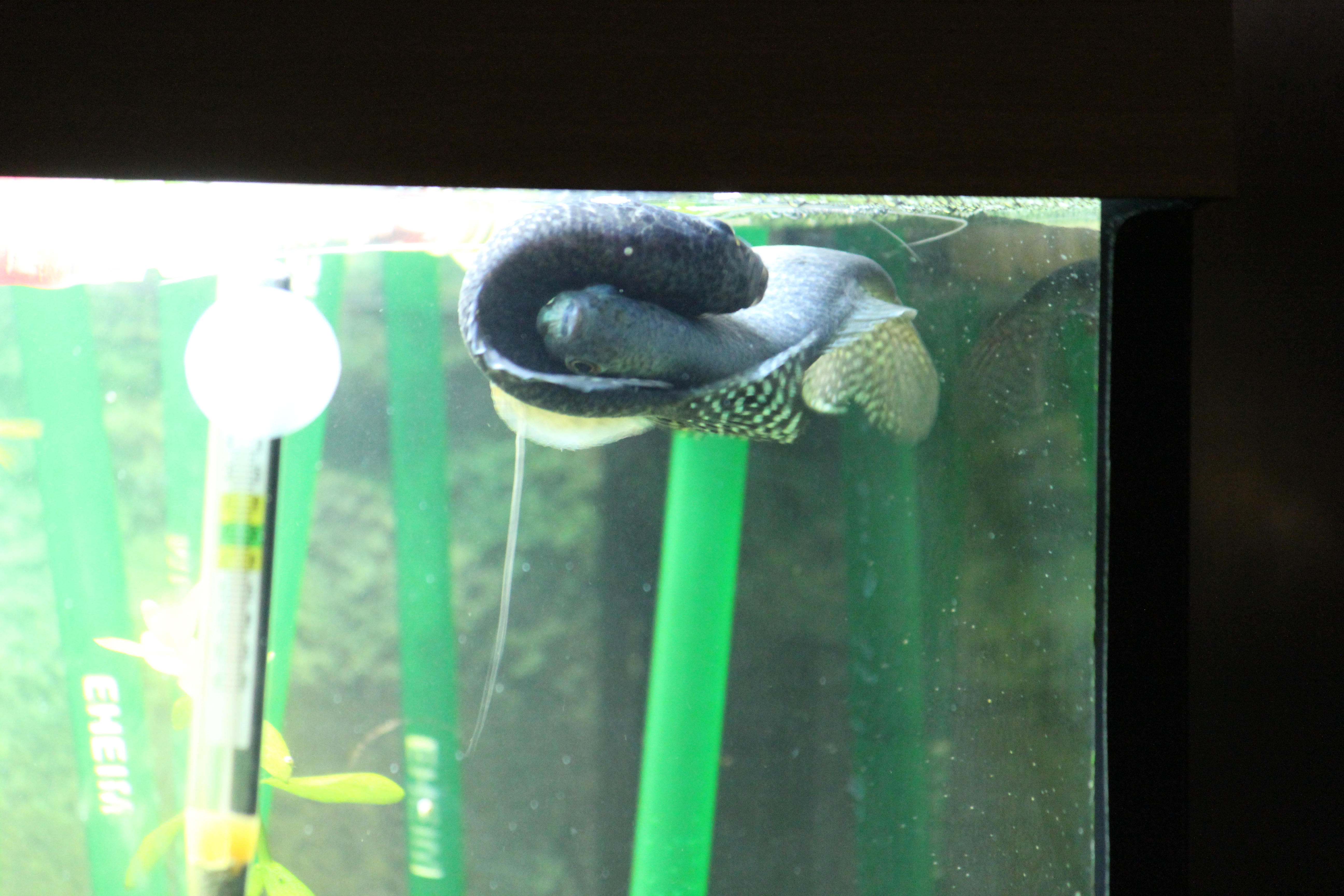
reproduction
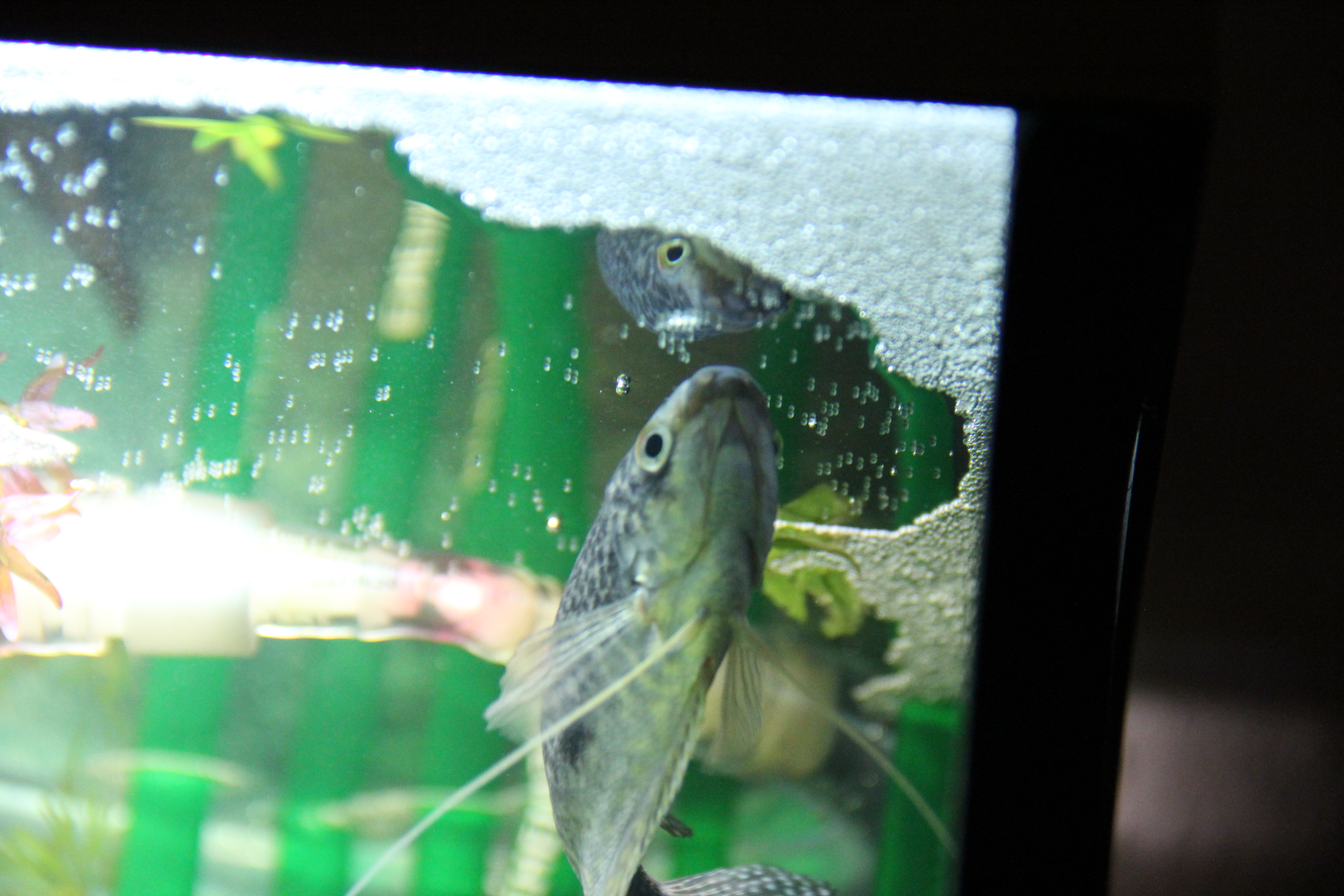
reproduction
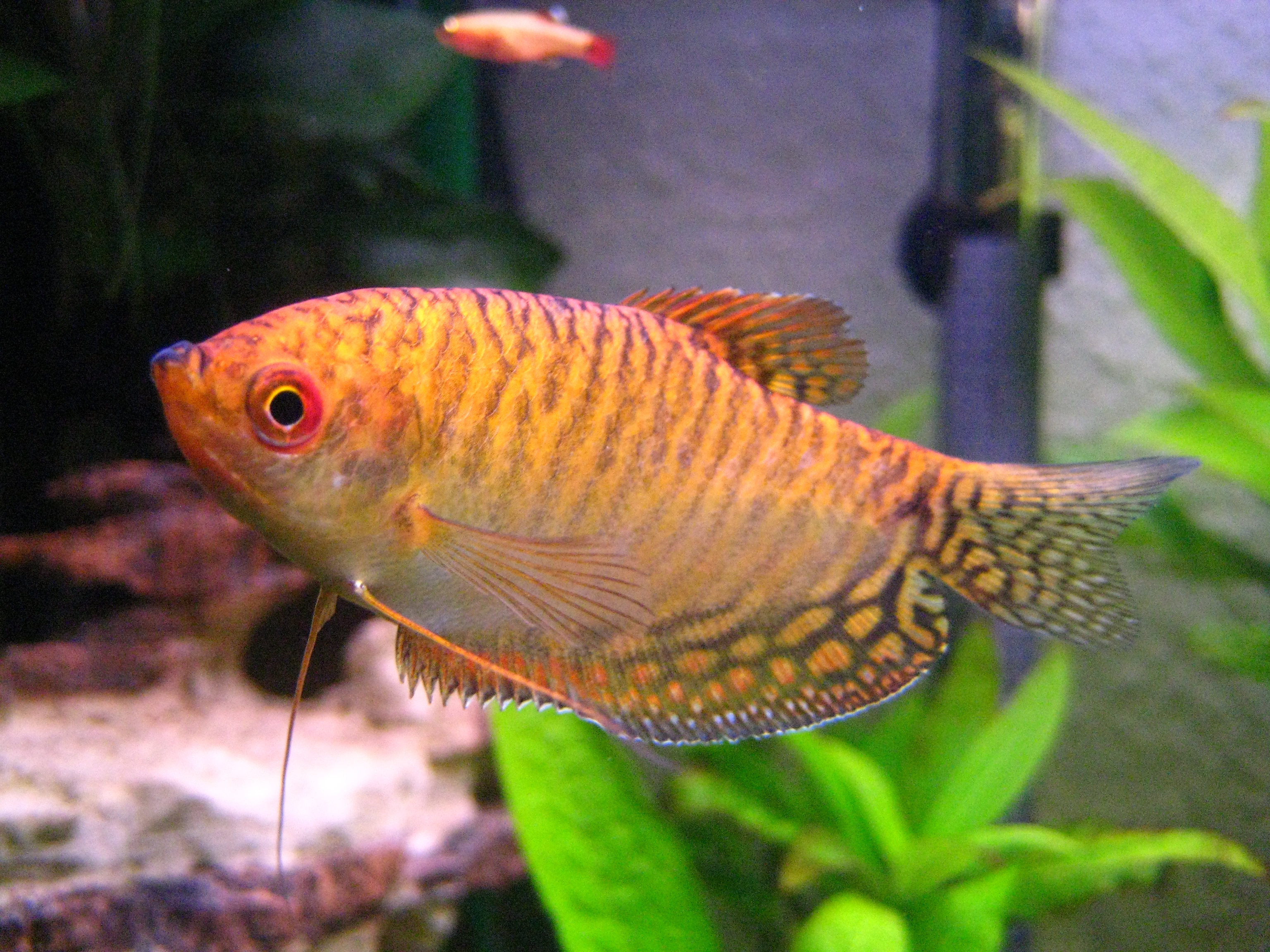
variété d'élevage/sélection jaune/gold/dorée

### Dimorphisme sexuel
À l'âge adulte il est souvent facile de distinguer les femelles des mâles. En effet les mâles présentent une nageoire dorsale plus longue et plus pointue que celle des femelles. Ils sont de manière générale un peu plus grands, d'aspect plus robuste. Les femelles gravides montrent un ventre plus rebondi. Dimorphisme de comportement, ce sont les mâles qui confectionnent le nid de bulles.

### Reproduction en aquarium
Pour la reproduction, il faut isoler un couple dans un aquarium de 80 litres avec une température de 25-28 °C. Ce bac doit être bien planté avec quelques roches pour protéger la femelle après la ponte. Quelques plantes flottantes serviront d'encrage au nid, la température extérieure doit être le plus proche possible de celle de l'eau, il faut donc recouvrir le bac avec une vitre. Après avoir construit leur nid, la ponte se produira juste dessous dans une magnifique danse. Les œufs remontent en surface directement dans le nid, ou éventuellement aidés par le mâle. On retire la femelle juste après la ponte, le mâle lui au bout de 3 - 4 jours lorsque les alevins commencent à nager. Comme leurs parents, les alevins ne sont pas difficiles sur la nourriture à condition bien sûr qu'elle soit fine.